# کارل-هاینتس فون هاسل
کارل-هاینتس فون هاسل (آلمانی: Karl-Heinz von Hassel؛ ‏ ۸ فوریهٔ ۱۹۳۹ – ۱۹ آوریل ۲۰۱۶) بازیگر اهل آلمان بود.
از فیلم‌ها یا برنامه‌های تلویزیونی که وی در آن نقش داشته‌است، می‌توان به کوئرله، ازدواج ماریا براون، زندگی عجیب و غریب بارون فریدریش فون در ترنک و اشتیاق ورونیکا فوس اشاره کرد.